# Acrotriche baileyana
Acrotriche baileyana är en ljungväxtart som först beskrevs av Karel Domin, och fick sitt nu gällande namn av J. M. Powell. Acrotriche baileyana ingår i släktet Acrotriche och familjen ljungväxter. Inga underarter finns listade i Catalogue of Life.